# Pedro Pérez
Pedro Damián Pérez Dueñas (ur. 23 lutego 1952 w Pinar del Río, zm. 18 lipca 2018 w Hawanie) – kubański lekkoatleta, trójskoczek, były rekordzista świata.
W wieku 18 lat zdobył złoty medal w trójskoku na igrzyskach Ameryki Środkowej i Karaibów w 1970 w Panamie. Zwyciężył również na mistrzostwach Ameryki Środkowej i Karaibów w Lekkoatletyce w 1971 w Kingston.
Zwyciężył na igrzyskach panamerykańskich w 1971 w Cali. Ustanowił wówczas rekord świata skokiem na odległość 17,40 m, poprawiając o centymetr dotychczasowy rekord ustanowiony przez Wiktora Saniejewa podczas igrzysk olimpijskich w 1968 w Meksyku (Saniejew odzyskał rekord wynikiem 17,44 w październiku 1972). Na igrzyskach olimpijskich w 1972 w Monachium Pérez nie zakwalifikował się do finału, uzyskując w eliminacjach tylko 15,72 m.
Ponownie zwyciężył na igrzyskach Ameryki Środkowej i Karaibów w 1974 w Santo Domingo.
Zajął 4. miejsce na igrzyskach olimpijskich w 1976 w Montrealu.
Jego  rekord życiowy w skoku w dal wynosił 7,44 m.
Ukończył studia medyczne. Pracował jako specjalista medycyny sportowej w Narodowym Instytucie Sportu w Hawanie. Został odznaczony Orderem Olimpijskim.